# Mesostoma virginianum
Mesostoma virginianum är en plattmaskart. Mesostoma virginianum ingår i släktet Mesostoma och familjen Typhloplanidae. Inga underarter finns listade i Catalogue of Life.